# Droga wojewódzka nr 987
Droga wojewódzka nr 987 (DW987) – droga wojewódzka łącząca Kolbuszową z Sędziszowem Małopolskim. Liczy 22,249 km, biegnie z północy na południe województwa podkarpackiego, przez dwa powiaty kolbuszowski i ropczycko-sędziszowski.

## Miejscowości leżące przy trasie DW987
- Kolbuszowa Górna – wieś (mała obwodnica Kolbuszowej)
- Bukowiec
- Domatków
- Przedbórz
- Czarna Sędziszowska
- Krzywa
- Kawęczyn Sędziszowski
- Sędziszów Małopolski (DK94)